# Меклерс, Эдуардс
Эдуардс Меклерс (латыш. Eduards Mēklers; 8 июня 1884, Нитаурская волость — 7 апреля 1973, Рига) — латвийский литератор.
Преподавал историю русской литературы в Латвийском университете. Работал также в рижской Гимназии № 2 вместе с Карлисом Крузой, оставившим о Меклере неопубликованные записки; среди гимназических учеников Меклера была Ева Ласе.
Известен, прежде всего, как автор первой латышской монографии об А. С. Пушкине (1935, 433 стр.), ставшей итогом 20-летней работы, — в своём труде Меклерс обозревал философские, религиозные и эстетические воззрения Пушкина, объясняя его первенство в русской литературе сочетанием идейного универсализма и прочной национальной основы. Опубликовал также «философско-мифологическую драму» «Завет хаоса» (латыш. Haosa derības; 1909), брошюру «Религия и искусство: нравственная проблема» (латыш. Relig̓ija un māksla: etikas problēma; 1931), сборник стихов «Жемчужины» (латыш. Pērles; 1931) и др.